# Krążowniki lekkie typu Leander
Krążowniki lekkie typu Leander – seria ośmiu krążowników lekkich zbudowanych na zamówienie Royal Navy na początku lat 30. Wszystkie okręty oryginalnie otrzymały nazwy pochodzące od postaci z mitologii greckiej. Trzy ostatnie okręty odróżniały się konstrukcyjnie i zostały w późniejszym czasie przekazane Royal Australian Navy, gdzie znane były jako typ Sydney i otrzymały nazwy dużych miast australijskich.

## Opis konstrukcji
Typ Leander został zaprojektowany na podstawie doświadczeń zdobytych przy budowie i eksploatacji krążowników ciężkich typu York jako okręty eskortowe mające zapewnić osłonę dla konwojów przed atakami okrętów nawodnych. Głównym uzbrojeniem okrętów tego typu było osiem dział 152 mm ustawionych w czterech wieżach, w każdej po dwa działa.
Pierwszych pięć okrętów posiadało liniowy układ maszynowni. Sześć kotłów zostało ulokowane w trzech sąsiadujących kotłowniach (po dwa w jednym), z których spaliny były odprowadzane do pojedynczego komina. Za kotłowniami ulokowano dwa przedziały maszynowni (po dwa zespoły turbin w każdym), oddzielone od siebie pomieszczeniem maszyn pomocniczych. Maszynownia dziobowa napędzała śruby zewnętrzne, natomiast rufowa śruby wewnętrzne. 
Kontrowersyjny układ siłowni (istniała obawa, że pojedyncze trafienie w śródokręcie pozbawi okręt napędu), został poprawiony w trzech ostatnich jednostkach, przekazanych później Royal Australian Navy (zwanych również typem Sydney od pierwszego okrętu). Dzięki zmniejszeniu ilości kotłów do czterech (o łącznej mocy jak na poprzednich jednostkach), Modified Leander posiadały już siłownię w układzie unitarnym, przedziały kotłowe i maszynowe były rozlokowane naprzemiennie, licząc od dziobu kotłownia/maszynownia/ kotłownia/maszynownia.
Spowodowało to konieczność zastosowania dwóch kominów oraz początkowo stworzyło problemy z umieszczeniem katapulty dla wodnosamolotu. Pozostałe parametry pozostały bez zmian.

### Opancerzenie
Opancerzenie okrętów było stosunkowo słabe i mało rozległe, mające chronić najwrażliwsze części okrętu. Opancerzenie pionowe stanowił pas burtowy, rozciągający się wzdłuż przedziałów kotłowni i maszynowni, o grubości 76 mm, umieszczony na burcie o grubości 25 mm. Pas był umieszczony w rejonie linii wodnej, a jedynie po bokach kotłowni był wyższy, sięgając górnego pokładu. Cytadelę od strony dziobu i rufy zamykały poprzeczne grodzie o grubości 38 mm. Nad siłownią był pokład pancerny grubości 32 mm (1¼ cala). Osobno chronione były komory amunicyjne głównego kalibru, pancerzem skrzynkowym o grubości 89 mm wzdłuż burt, 76 mm od strony dziobu i rufy i 51 mm od góry. Ponadto maszyna sterowa była chroniona od góry pokładem o grubości 32 mm, z bocznymi skosami grubości 38 mm.
Wieże artylerii i ich barbety były chronione pancerzem grubości tylko 25 mm (1 cala). Ogółem pancerz „Leandera” miał masę 871 ton (11,7% wyporności standardowej), w późniejszych okrętach nieco zwiększoną do 882 ton. W trzech okrętach ulepszonego typu masa pancerza wzrosła do 906 ton.

## Modyfikacje
W czasie wojny okręty tego typu zostały znacząco zmodyfikowane, przede wszystkim pod względem uzbrojenia przeciwlotniczego. Na okrętach nowozelandzkich zainstalowano 4 podwójne działka przeciwlotnicze kalibru 40 mm. Dokonano także modyfikacji katapult lotniczych, wyposażone były w samoloty Supermarine Seagull, Fairey Seafox, Fairey Swordfish lub Supermarine Walrus.

## Okręty typy Leander

### Grupa Leander

#### HMS/HMNZS "Leander"
Nazwany imieniem Leandra, kochanka kapłanki Hero. Wypożyczony do Nowej Zelandii, wszedł tam do służby jako HMNZS "Leander". W czasie bitwy pod Kolombangarą został ciężko uszkodzony przez japońska torpedę ("długa lanca"), był remontowany przez dwa lata.

#### HMS/HMNZS "Achilles", później HMIS/INS "Delhi"
Drugi krążownik tego typu przekazany do Nowej Zelandii, wcześniej brał udział między innymi w bitwie u wejścia La Platy. W 1948 sprzedany do Indii, gdzie służył jako INS "Delhi".

#### HMS „Ajax”(inne języki)
Brał udział między innymi w obronie Krety, w bitwach u wejścia do La Platy i koło przylądka Matapan. Na jego cześć nazwano miasto Ajax w Kanadzie, ulice w mieście zostały nazwane imionami członków załogi tego okrętu.

#### HMS "Neptune"
Obsadzony załogą nowozelandzką, ale nie należał do Royal New Zealand Navy; zatonął po wpłynięciu na włoską minę w pobliżu Trypolisu.

#### HMS "Orion"
Brał udział w ewakuacji Krety, gdzie został poważnie uszkodzony.

### Grupa Amphion/Sydney

#### HMS "Amphion"/HMAS "Perth"
Ukończony w 1936 i przekazany dla RAN w 1939, gdzie służył jako HMAS "Perth". Zatopiony w czasie bitwy na Morzu Jawajskim w 1942.

#### HMS "Apollo"/HMAS "Hobart"
Ukończony w 1936 i przekazany dwa lata później do RAN, gdzie służył jako HMAS "Hobart". Brał udział w bitwie na Morzu Koralowym, wspierał ogniowo desant na Guadalcanal.

#### HMS "Phaeton"/HMAS "Sydney"
Przekazany do RAN jeszcze w czasie budowy. Służył w siłach brytyjskich na Morzu Śródziemnym, brał udział między innymi w bitwach koło przylądka Stilo i koło przylądka Spatha. W 1941 "Sydney" został zaskoczony i zatopiony przez niemiecki krążownik pomocniczy HSK "Kormoran".